# Liên hoan Truyện tranh Warszawa

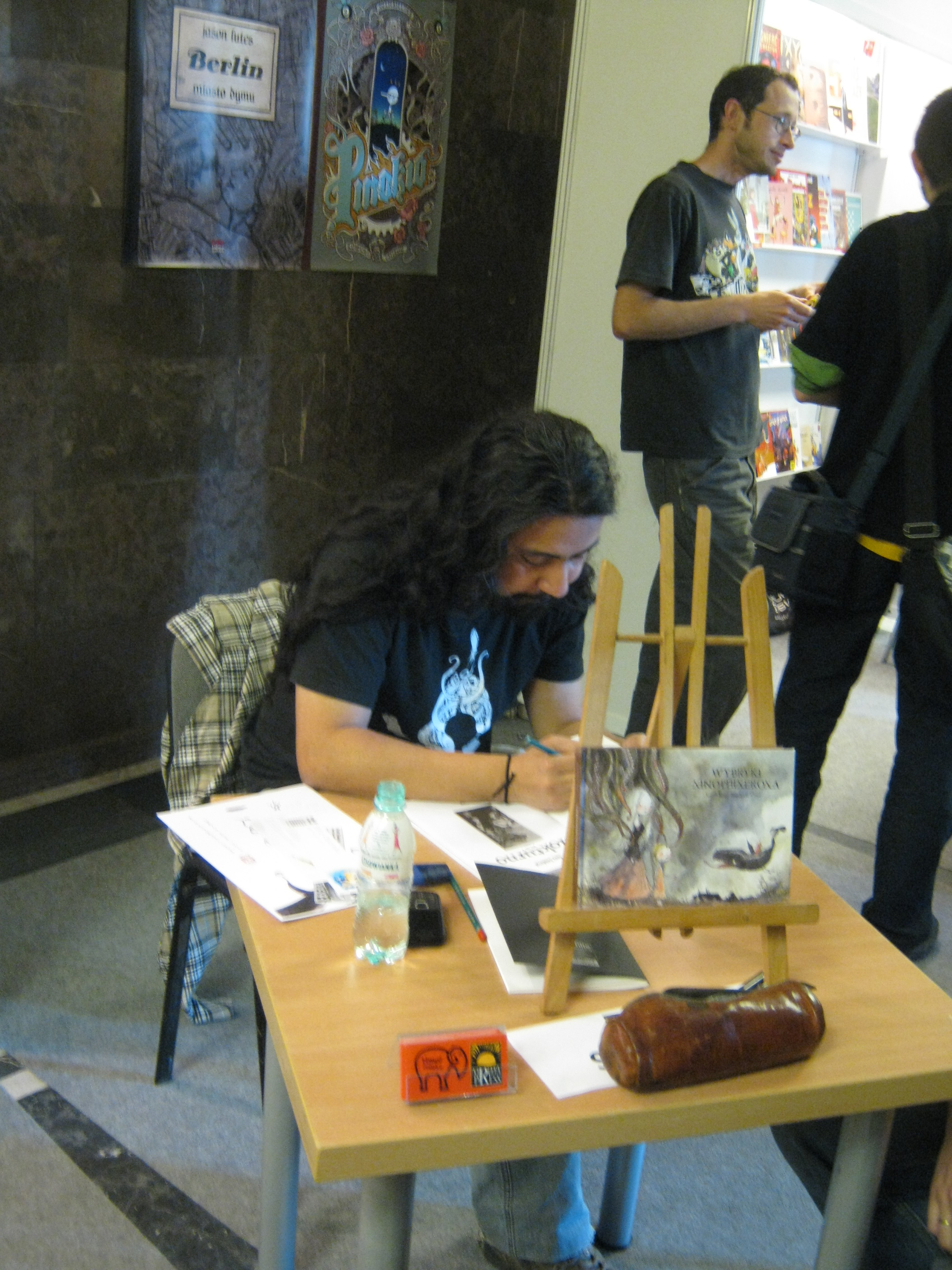
Tony Sandoval ký tên tại Liên hoan Truyện tranh Warsaw (2011)

Liên hoan Truyện tranh Warsaw (tiếng Ba Lan: Festiwal Komiksowa Warszawa, viết tắt: FKW) là một trong những liên hoan truyện tranh lớn nhất ở Trung Âu, được tổ chức hàng năm ở Warsaw, Ba Lan kể từ năm 2010. Hiệp hội Truyện tranh Ba Lan là đơn vị tổ chức chính của Liên hoan này. Trong đó, Thủ đô Warsaw và Bộ Văn hóa và Di sản Quốc gia là đồng tài trợ chính. Từ năm 2011, Liên hoan diễn ra đồng thời cùng Hội chợ sách Warsaw tại Cung Văn hóa và Khoa học.
Giống tên gọi, đây đích thật là một lễ hội đầy thú vị, đã thu hút hàng chục nghìn người có niềm đam mê, quan tâm hay đang làm công việc liên quan đến truyện tranh từ khắp Ba Lan và quốc tế tham gia như: Pháp, Đức, Hungary, Ukraine và nhiều nước khác.

## Chương trình
Liên hoan thường bao gồm các chương trình:
- Các cuộc gặp gỡ với khách mời: những tác giả truyện tranh đến từ Ba Lan và nước ngoài
- Hội thảo giữa các nhà xuất bản
- Các buổi ra mắt truyện tranh mới cũng như các ấn bản lưu trữ
- Các sự kiện đi kèm như triển lãm, hội chợ sách nhiều thể loại.

## Giải thưởng
Giải thưởng hàng năm của Hiệp hội Truyện tranh Ba Lan được trao ở nhiều hạng mục khác nhau, chẳng hạn như:
- Truyện tranh Ba Lan hay nhất
- Truyện tranh nước ngoài hay nhất
- Truyện tranh tốt nhất dành cho trẻ em
- Hình ảnh đẹp nhất
- Họa sĩ vẽ truyện xuất sắc nhất

## Khách mời nổi tiếng
Liên hoan Truyện tranh Warsaw thường là dịp gặp gỡ các họa sĩ sáng tác truyện tranh nổi tiếng đến từ Ba Lan và nước ngoài như:
- Brian Bolland
- Grzegorz Rosiński
- Roman Surżenko
- Michał Śledziński
- Mateusz Skutnik
- Marvano
- Igort
- Alfonso Zapico
- Maksym Prasołow
- Tomasz Samojlik